# Ochrosia grandiflora
Ochrosia grandiflora är en oleanderväxtart som beskrevs av Pierre Boiteau. Ochrosia grandiflora ingår i släktet Ochrosia och familjen oleanderväxter. Inga underarter finns listade i Catalogue of Life.